# Euskal-Erria
Euskal-Erria fue una revista publicada en San Sebastián entre 1880 y 1918. Su fundador fue José Manterola.

## Descripción
El contenido de la revista, fundada por el escritor José Manterola y publicada entre 1880 y 1918, de temática variada, apareció en euskera, español y francés, e incluía artículos sobre arquitectura y etnografía, además de poesías y algunas traducciones de clásicos griegos.
Al fallecer Manterola en 1884, el poeta Antonio Arzac se hizo cargo de la dirección. Tras dos décadas, cuando Arzac falleció en 1904, fue Francisco López Alén el que le sucedió en el cargo, que desempeñaría hasta su muerte, acaecida en 1910.
Entre los colaboradores se incluyeron el arquitecto Adolfo Morales de los Ríos, que escribió para la revista entre 1882 y 1914, el cervantista Julián Apráiz Sáenz del Burgo, Rodrigo Soriano, Juan Iturralde y Suit, Miguel de Unamuno, Carmelo de Echegaray y José María Echeverría y Urruzola.
El número extraordinario de la revista, con portada a cargo de Morales de los Ríos, que se publicó en memoria de su fundador, muerto en 1884, antes cumplir los treinta y cinco años, contó con la participación de más de cien firmas, entre ellas, las del científico francés Roland Napoléon Bonaparte, príncipe Bonaparte, Felipe Gorriti, quien le dedicó una marcha fúnebre para órgano, Pedro de Egaña y Joaquín Jamar.